# Léo Malet
Léo Malet (Montpellier, 7 marzo 1909 – Châtillon, 3 marzo 1996) è stato uno scrittore francese.
Insieme a Georges Simenon e ad André Héléna è stato uno dei maggiori rappresentanti del romanzo poliziesco in lingua francese.

## Biografia
Entrambi i genitori (la madre era sarta e il padre impiegato) morirono di tubercolosi tra il secondo e il terzo anno di vita di Leo. Rimasto orfano, venne allevato dal nonno, che lo iniziò alla letteratura.
A quindici anni lavorò come fattorino in una banca, da cui venne licenziato per aver distribuito il giornale anarchico "L'Insurge'". A sedici anni si trasferì a Parigi dove incontrò André Colomer, che lo introdusse negli ambienti anarchici. Collaborò come freelance alle pubblicazioni del movimento (l'En dehors, l'Insurgé, Journal de l'Homme aux Sandales, La Revue Anarchiste).
In gioventù esercitò diversi mestieri: commesso, magazziniere da Hachette, operaio, lavatore di bottiglie, venditore di giornali e comparsa, soprattutto per i film sceneggiati dall'amico Jacques Prévert. Conobbe persino il carcere minorile, dove finì per vagabondaggio. Nel 1925 debuttò come chansonnier al cabaret Vache énragée.
Nel 1931, su invito di André Breton, si avvicinò all'ambiente surrealista, facendo amicizia con Dalí, Tanguy, Prévert. Nel 1932 il suo nome comparve nel primo dei dodici manifesti del surrealismo e vi restò legato fino al 1949. Scrisse tra l'altro alcune raccolte di poesie surrealiste: Ne pas voir plus loin que le bout de son sexe (1936), J'arbre comme cadavre (1937) e Hurle a la vie (1940). Venne espulso dal movimento perché accusato di essere diventato "il seguace di una pedagogia poliziesca".
Si sposò con Paulette Doucet e insieme fondarono il Cabaret du Poète Pendu.
Dopo una dura esperienza in un campo di concentramento nazista, nel 1941 iniziò a scrivere polizieschi firmandosi con svariati pseudonimi: Frank Harding, Leo Latimer, Louis Refreger, Omer Refreger, Lionel Doucet, Jean de Selneuves, John Silver Lee. In particolare, con lo pseudonimo di Frank Harding, creò il personaggio del reporter Johnny Métal, protagonista di una decina di romanzi gialli.
Nel 1943 pubblicò 120, Rue de la Gare, con cui esordì il suo personaggio più celebre, l'investigatore privato Nestor Burma, che sarà protagonista di una trentina di avventure, inclusa un'interessante "serie nella serie" intitolata I nuovi misteri di Parigi, che va dal 1954 al 1959 e che comprende quindici racconti, ognuno dei quali dedicato a un diverso arrondissement di Parigi. Sarà proprio il personaggio di Nestor Burma a far riscuotere a Malet i primi consensi di pubblico (mentre la critica lo "riscoprirà" parecchi anni più tardi), guadagnandosi l'onore di alcune trasposizioni fumettistiche a opera di Jacques Tardi, cinematografiche, e di una serie televisiva (1991-1995) di 85 episodi, con protagonista l'attore Guy Marchand.
In secondo piano rispetto a quella di giallista, ma comunque degna di nota, è la sua attività di scrittore di romanzi del genere cappa e spada, circoscritta al periodo tra il 1944 e il 1945. Nel 1948 venne insignito del Grand prix de littérature policière. Nel 1958 la serie I nuovi misteri di Parigi fu premiata con il Gran Prix de l'Humour noir.

## Opere

### Serie con Nestor Burma
Le inchieste di Nestor Burma
1. 120, Rue de la Gare (120, Rue de la Gare, 1943),, trad. Eugenio Rizzi, Editori Riuniti, 1996; trad. Federica Angelini, Fazi, 2003;
2. Un ricatto di troppo (Nestor Burma contre C.Q.F.D., 1945),, trad. Federica Angelini, Fazi, 2006;
3. L'Homme au sang bleu (1945)
4. Nestor Burma e il mostro (Nestor Burma et le Monstre, 1946), trad. Federica Angelini, Fazi, 2018;
5. Il quinto processo (Le cinquième procédé, 1948), trad. Federica Angelini, Fazi, 2007;
6. Hélène en danger (1949)
7. Les Paletots sans manches (1949)
8. Nestor Burma en direct (1967) pubblicato inizialmente come 6/35 contre 819
9. Nestor Burma revient au bercail (1967)
10. Drôle d'épreuve pour Nestor Burma (1968)
11. Un croque-mort nommé Nestor (1969)
12. Nestor Burma dans l'île (1970)
13. Nestor Burma e la bambola (Nestor Burma court la poupée, 1971 riscrittura di Coliques de plomb, 1948), trad. Federica Angelini, Fazi, 2019;
14. La Femme sans enfant (1981), incompiuto
15. Le Deuil en rouge (1981), incompiuto

I nuovi misteri di Parigi
1. Il sole sorge dietro il Louvre (Le soleil naît derrière le Louvre, 1954), trad. Mario Morelli, Furto d'autore, Il Giallo Mondadori n. 2421, 1995; trad. Federica Angelini, Fazi, 2006;
2. Primo piano sul cadavere (Gros plan du macchabée, 1949), trad. Federica Angelini, Fazi, 2020;
3. Chilometri di sudari (Des kilomètres de linceuls, 1955), trad. Federica Angelini, Fazi, 2004;
4. Febbre nel Marais (Fièvre au Marais, 1955), trad. Federica Angelini, Fazi, 2002;
5. La notte di Saint-Germain-des-Prés (La nuit de Saint-Germain-des-Prés, 1955), trad. Federica Angelini, Fazi, 2003;
6. I ratti di Montsouris (Les rats de Montsouris, 1955), trad. Federica Angelini, Fazi, 2002;
7. Un cadavere in scena (M'as-tu vu en cadavre?, 1956), trad. Federica Angelini, Fazi, 2007;
8. Baraonda agli Champs-Elysées (Corrida aux Champs-Elysées, 1956), trad. Federica Angelini, Baraonda sugli Champs-Elysées, Fazi, 2004 poi 2008;
9. Tutti muti a La Muette (Pas de bavards à la Muette, 1956), trad. Giuseppe Pallavicini, Nestor Burma e la spilla a forma di cuore, Il Giallo Mondadori n. 2275, 1992; trad. Federica Angelini, Fazi, 2005;
10. Nebbia sul ponte di Tolbiac (Brouillard au pont de Tolbiac, 1956), trad. Federica Angelini, Fazi, 2002;
11. Le acque torbide di Javel (Les eaux troubles de Javel, 1957), trad. Federica Angelini, Fazi, 2016;
12. Il boulevard delle ossa (Boulevard... ossements, 1957), trad. Federica Angelini, Fazi, 2017;
13. Delitto al luna park (Casse-pipe à la Nation, 1957), trad. Giuseppe Pallavicini, Il Giallo Mondadori n. 2403, 1995; poi Fazi, 2017;
14. Morte a Saint-Michel (Micmac moche au Boul' Mich, 1957), trad. Federica Angelini, Fazi, 2005;
15. Pandemonio a rue des Rosiers (Du rébecca rue des Rosiers, 1958), trad. Federica Angelini, Fazi, 2003;
16. Il cadavere ingombrante (L'envahissant cadavre de la plaine Monceau, 1959), trad. Giuseppe Pallavicini, come Nestor Burma e il cadavere ingombrante, Il Giallo Mondadori n. 2343, 1993; poi, Fazi, 2018;

### Trilogia nera
- La vita è uno schifo (La vie est dégueulasse, 1947 poi Il fait toujours nuit, 1980), trad. Luigi Bergamin, Metrolibri, 1992 poi Fazi, 2000;
- Il sole non è per noi (Le soleil n'est pas pour nous, 1949), trad. Luigi Bergamin, Metrolibri, 1993 poi Fazi, 2001;
- Nodo alle budella (Sueur aux tripes, 1969), trad. Luciana Cisbani, Metrolibri, 1993 poi Fazi, 2002;

### Altri romanzi
- L'ombra del grande muro (L'Ombre du grand mur oppure À l'ombre du grand mur, 1943 poi Alerte!, 1964), trad. Giuseppe Di Liberti, Fazi, 2004;

### Antologie
- Trilogia nera, a cura di Luigi Bernardi, Collana Le porte n.82, Fazi, 2003, ISBN 978-88-811-2426-8; Mondolibri, 2004; Collana Darkside n.65, Fazi, 2022, ISBN 979-12-596-7253-7. contiene La vita è uno schifo, Il sole non è per noi e Nodo alle budella
- Le inchieste di Nestor Burma vol. 1, Fazi, 2008; contiene Chilometri di sudari, Baraonda agli Champs-Élysées e Morte a Saint-Michel
- Le inchieste di Nestor Burma vol. 2, Fazi, 2008, contiene Un ricatto di troppo, Il quinto processo e Il sole sorge dietro il Louvre;

## Filmografia
Come comparsa
- Forfaiture, regia di Marcel L'Herbier (1937)
- L'affaire du Courrier de Lyon, regia di Maurice Lhemann e Claude Autant-Lara (1937)
- Il porto delle nebbie (Quai des brumes), regia di Marcel Carné (1938) (Malet è un soldato)
- Alba tragica (Le Jour se lève), regia di Marcel Carné (1939)
- La tradition de Minuit, regia di Roger Richebé (1939)
- L'amore ha sbagliato indirizzo (Lettres d'amour), regia di Claude Autant-Lara (1942)
- Il viaggiatore di Ognissanti (Le voyageur de la Toussaint), regia di Louis Daquin, tratto da un romanzo di Georges Simenon (1943)
- Adieau Léonard, regia di Pierre Prévert (1943)
- Casco d'oro (Casque d'or), regia di Jaques Becker (1952)

## Premi e riconoscimenti
- 1948: Grand prix de littérature policière per il romanzo Le Cinquième Procédé[4].
- 1958: Prix de l'Humour noir Xavier Forneret per la serie Les Nouveaux Mystères de Paris[5].
- 1984: Grand prix Paul-Féval de littérature populaire per l'insieme della serie Nestor Burma[6].